# Baueria
Baueria is een geslacht van uitgestorven zee-egels uit de familie Arbaciidae.

## Soorten
- Baueria tessieri Roman & Debant, 1962 †